# Criança geopolítica observando o nascimento do homem novo
Criança geopolítica observando o nascimento do homem novo é um quadro do pintor espanhol Salvador Dalí, datado de 1943.
Elaborada durante a Segunda Guerra Mundial, a pintura transmite a preocupação do artista com o futuro da humanidade diante da perspectiva sombria da época.